# Bracon nigriventris
Bracon nigriventris är en stekelart som först beskrevs av Wesmael 1838.  Bracon nigriventris ingår i släktet Bracon och familjen bracksteklar.

## Underarter
Arten delas in i följande underarter:
- B. n. minor
- B. n. biroi
- B. n. albanicus